# Кантаги
Кантаги (каз. Қантағы) — село в Туркестанской области Казахстана. Находится в подчинении городской администрации Кентау. Административный центр и единственный населённый пункт Кантагинского сельского округа. Расположен у восточной границы города Кентау на одноимённой реке Кантаги. Код КАТО — 512037100.

## Население
В 1999 году население села составляло 9587 человек (4774 мужчины и 4813 женщин). По данным переписи 2009 года, в селе проживали 6364 человека (3126 мужчин и 3238 женщин).